# Экс-асьенда-Делисьяс
Экс-асьенда-Делисьяс (исп. Ex-hacienda Delicias) — посёлок в Мексике, штат Чиуауа, входит в состав муниципалитета Росалес. Численность населения, по данным переписи 2010 года, составила 774 человека.

## История
Поселение было основано в XVIII веке как асьенда. Оно прославилось своими виноградниками и хлопковыми полями.

## Географическое положение
Посёлок расположен в центральной части штата, на расстоянии около 2,3 км к востоку от города Санта-Крус-де-Росалеса и в 4,5 км к западу от города Делисьяс. Абсолютная высота — 1171 метр над уровнем моря по данным переписи 2010 года.